# 平板電腦

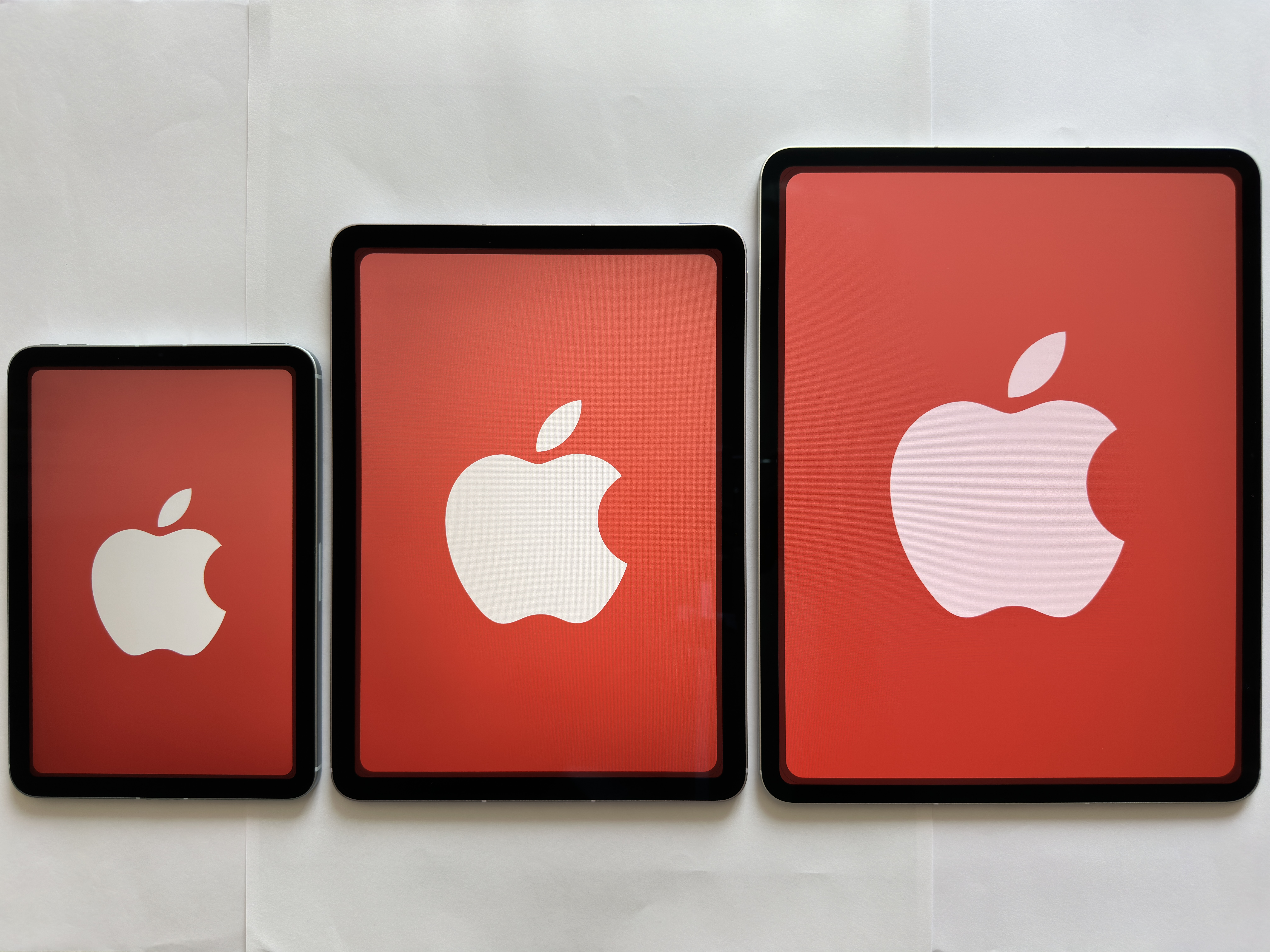
蘋果的iPad平板電腦。

平板電腦亦簡稱平板或Tablet，一種小型的、可攜帶式的個人電腦移动设备。允许使用者通過手指或觸控筆來進行活動，而不是傳統的鍵盤和滑鼠。
早期平板電腦使用Wacom數位板，還有UC Logic以及Finepoint公司製造的數位板。數位板能快速的將觸控筆的位置傳送給電腦，然而可能因為周圍設備的干擾，很多型號都發生過游標“顫抖”的問題，這個問題會增加某些操作的難度，例如：畫直線、寫小字等等。
iPad崛起後，平板電腦輸入以多點觸控螢幕為主，雖然輸入稍慢，但是按鍵可以無限擴充，無論是蘋果的iPad系列和Google領導的Android陣營還是微軟的Surface系列皆採取多點觸控螢幕，少數需求者才會加裝觸控筆或是實體鍵盤。

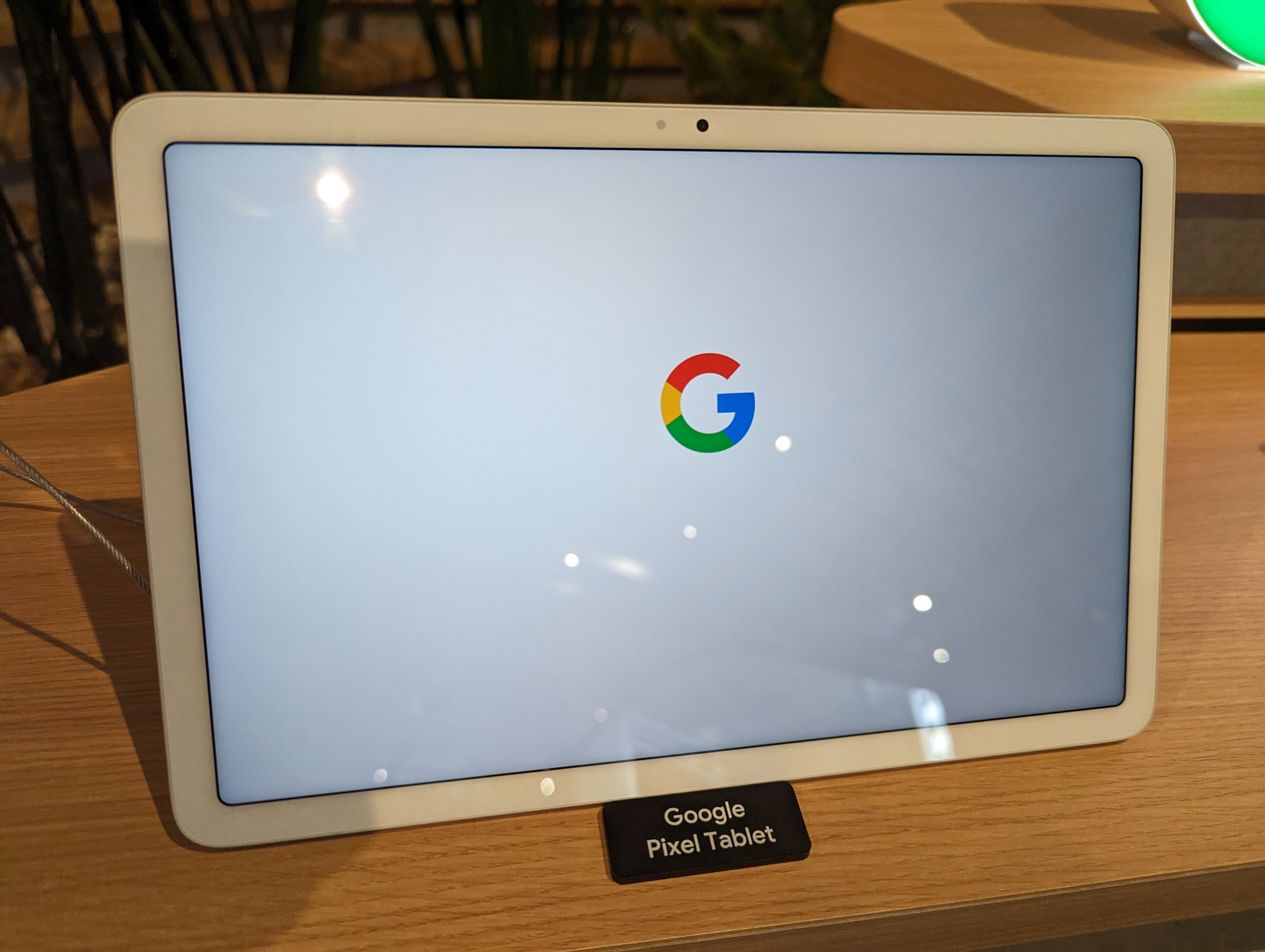
Google Pixel Tablet平板電腦

## 類型

### 平板型
一個螢幕的平板電腦為主要最大特色，可以透過藍芽或USB接口連接鍵盤、滑鼠及其它周邊配備。早期有Motion Computing/Gateway Computers、富士通、惠普/康柏；現在廠商有蘋果公司的iPad系列、Google的Android陣營和Chromebook陣營部分機型、华为Matepad、微軟Surface一部分型號、亞馬遜Kindle等。

### 二合一型筆記型電腦

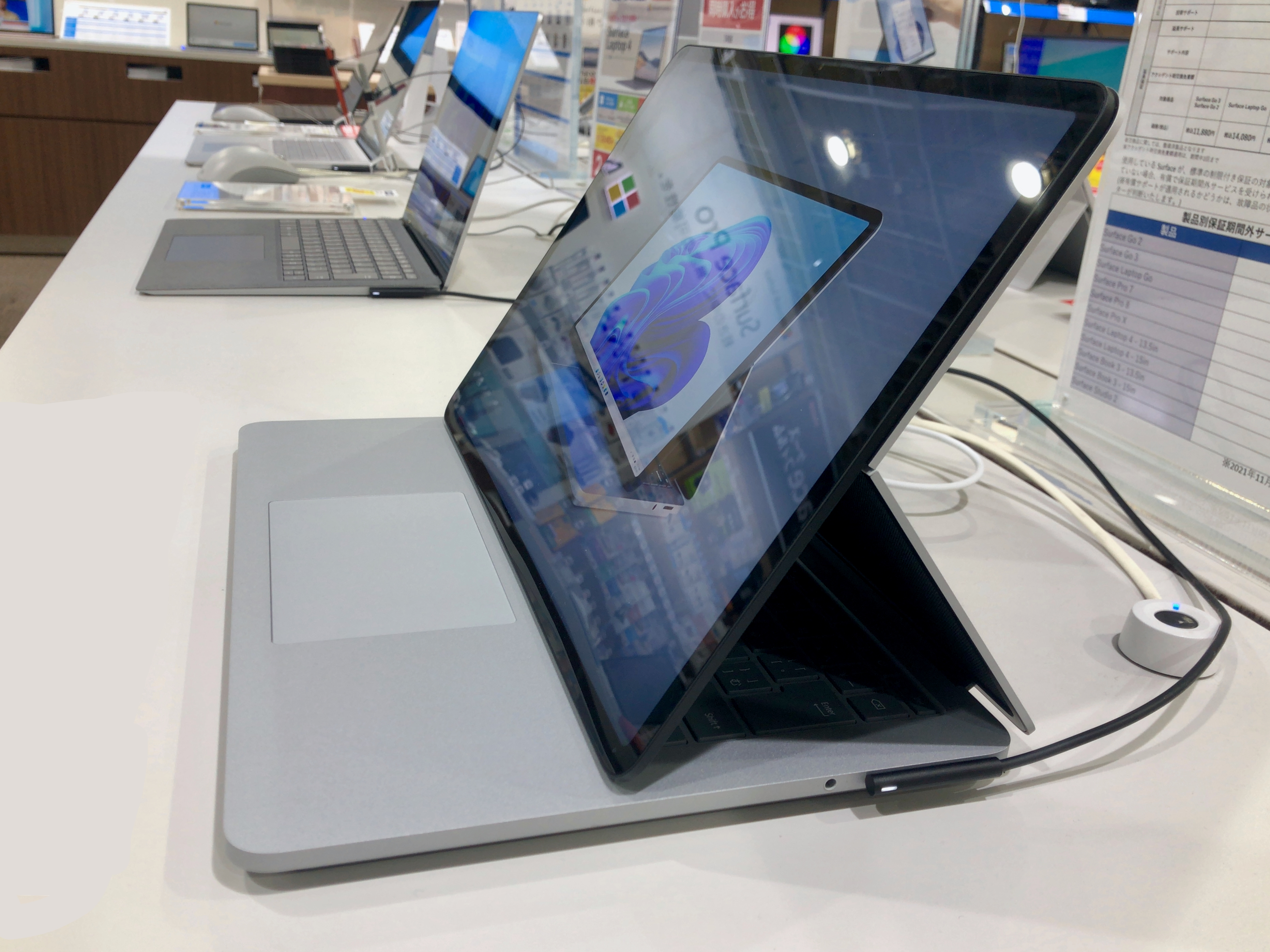
微軟公司推出的「Surface Laptop Studio」二合一笔记本

二合一筆記型電腦是一種筆記型電腦與平板電腦相結合的電子產品。其屏幕和键盘通过水平、垂直180°前后旋转、前后移动或轨道方式滑出等方式连接，实现了在笔记本电脑和平板电脑两种类型之间的切换。最常見的品牌有微軟、華碩、惠普、联想、宏碁、東芝以及Google的Chromebook陣營部分機型。

## 歷史
来自施乐帕洛阿尔托研究中心的艾伦·凯（Alan Kay）在60年代末提出了一种可以用笔输入信息的叫做Dynabook的新型笔记本电脑的构想。然而，帕洛阿尔托研究中心没有对该构想提供支持。第一部用作商业的平板电脑是1989年9月上市的GRiD Systems制造的GRiDPad，它使用基于MS-DOS的操作系统。而另外一部Go Corporation制造的平板电脑Momenta Pentop於1991年上市。1992年，Go推出了一款专用操作系统，命名为PenPoint OS，同时微软公司也推出了Windows for Pen Computing。跟ThinkPad这个词暗示的一样，IBM ThinkPad系列的原始型号也都是平板电脑。这些早先的例子都失败了，那令人诟病的手写识别率根本就不符合用户的需求，并且高居不下的价格和重量也很成问题。譬如说，Momenta重达7磅（大约3.2千克）并且价格高达5000美元。

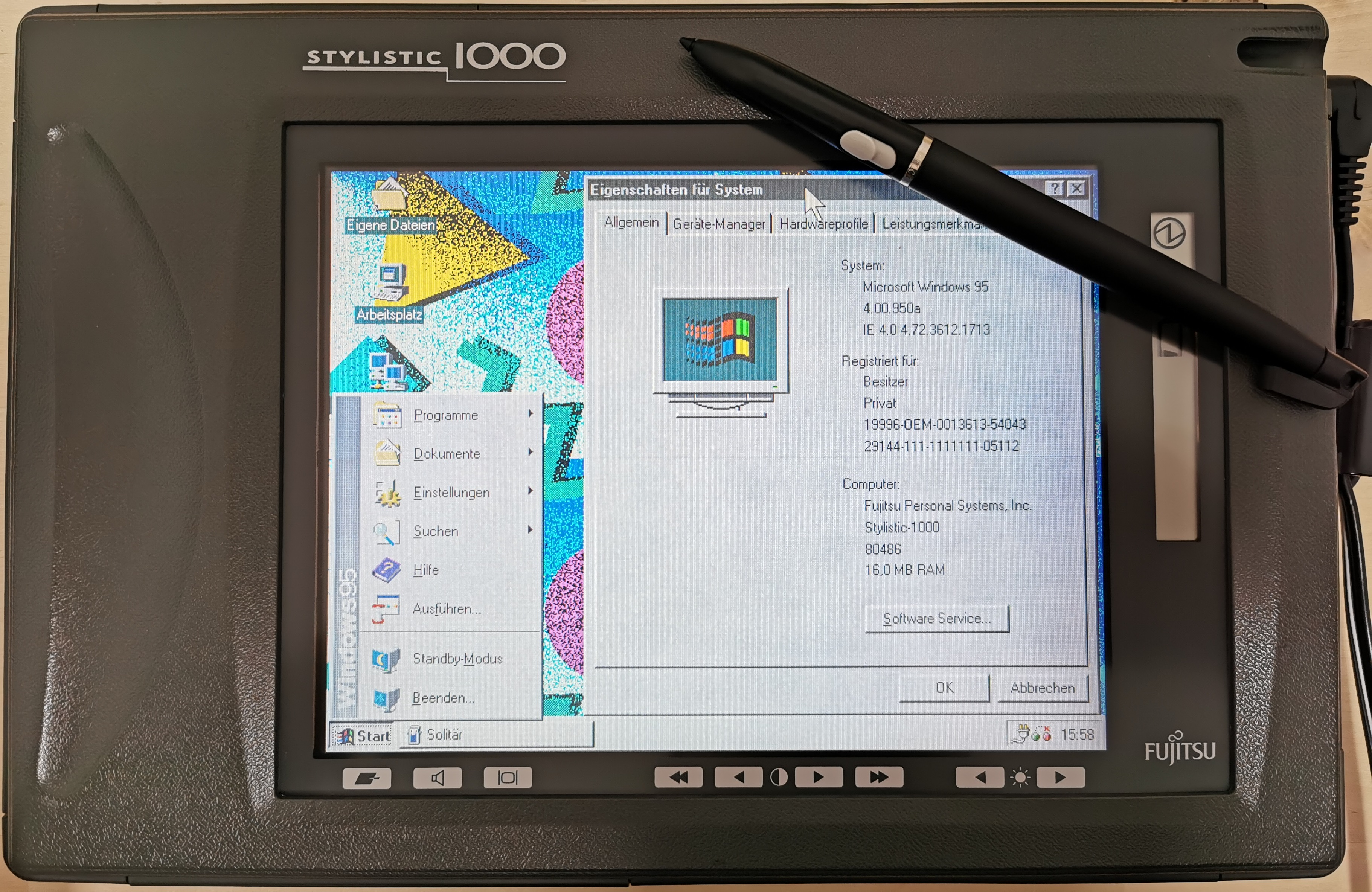
Fujitsu Stylistic 1000使用Windows 95

在2000年代平板电脑主要都是运行Windows XP Tablet PC Edition系统。Tablet PC Edition 2005包含了Service Pack 2并且可免费升级。
2002年秋季因为微软公司大力推广Windows XP Tablet PC Edition，渐渐变得流行起来。

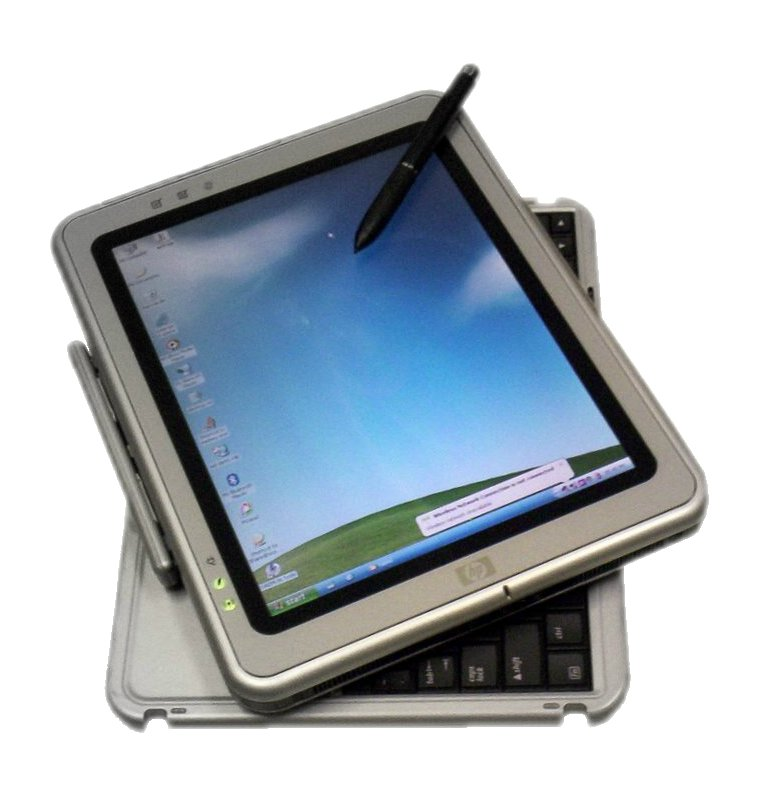
HP Tablet PC running Windows XP

2005版带来了增强的手写识别率并且改善了输入面板，让输入面板支持几乎所有程序。在CES 2005期间，微软向用户展示了一些下一次升级计划中的特性。下次升级将会允许用户直接在桌面上写字、增加手写便笺时的可视性。
2006年，微軟發布新一代作業系統Windows Vista，在家庭高级版（Home Premium）、商业版（Business）、旗舰版（Ultimate）中均加入了对平板电脑的支持，甚至还专门为之设计了名为“墨球”的自带游戏。
到了2009年，微軟發佈了Windows 7系统，在家庭高级版（Home Premium）、商业版（Business）、旗舰版（Ultimate）中進一步加入了对平板电脑的支持，新增虛構鍵盤和多點觸控功能。

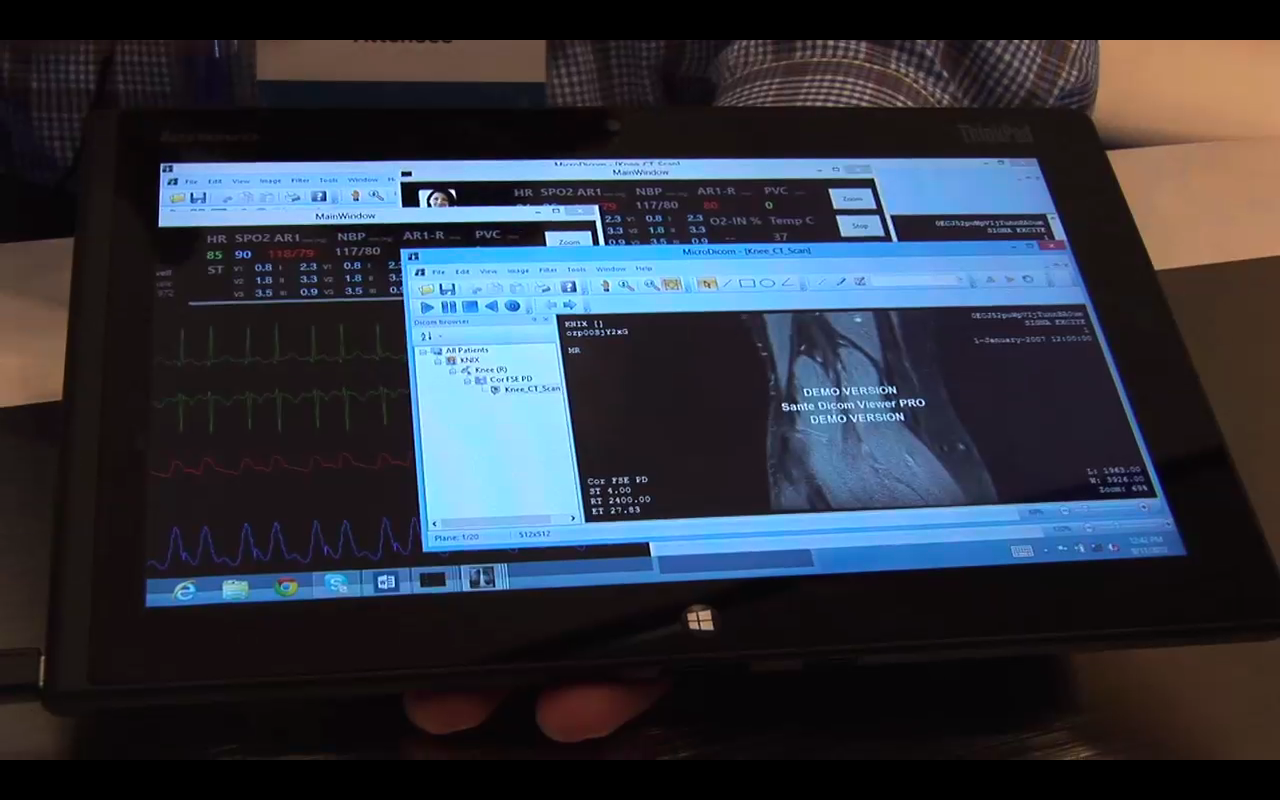
Lenovo ThinkPad2 Windows 8

运行Linux是平板电脑的另一个选择。对于一些Linux销售和一些平板电脑，跟早期的Lycoris Desktop/LX Tablet Edition一样。Linux天生就缺乏平板电脑专用程序，但随着带有手写识别功能的EmperorLinux Raven X41 Tablet  （页面存档备份，存于），Linux平板电脑的使用体验已经改善了许多。
来自Novell公司的openSUSE Linux也对平板电脑有着部分的支持。而对于一些定制性很强的操作系统，包括Ubuntu Linux，也有人自己动手修改使其支持平板电脑，甚至有人提出发行Tabuntu的Ubuntu衍生版本。
如日立VisionPlate平板电脑就可以选装Linux，并且能够迅速的作为无线X－Window系统终端，摆脱了运行实实在在的程序所需要的硬件，相反的，可以让所有在VisionPlate上的资源都可以用来显示在局域网或更广范围的网络的其他电脑运行的程序。这种方式可以使平板电脑作为一种无线图型终端用在垂直行销市场，比如餐馆的消费终端上。
打從1989年GRiD Systems製造的GRiDPad開始到在21世紀前10年整整有21年間平板電腦沒有太大變化，操作系统是Windows系統和少數的Linux，在工业、医学和政府等顾客群内有小型市场。它们的主要用户群除了学生和专业人员以外就几乎沒有其他消費者，市場整個被筆記型電腦搶去。直到2010年1月27日蘋果公司發布了iPad之后才有了重大變化。

### iPad崛起

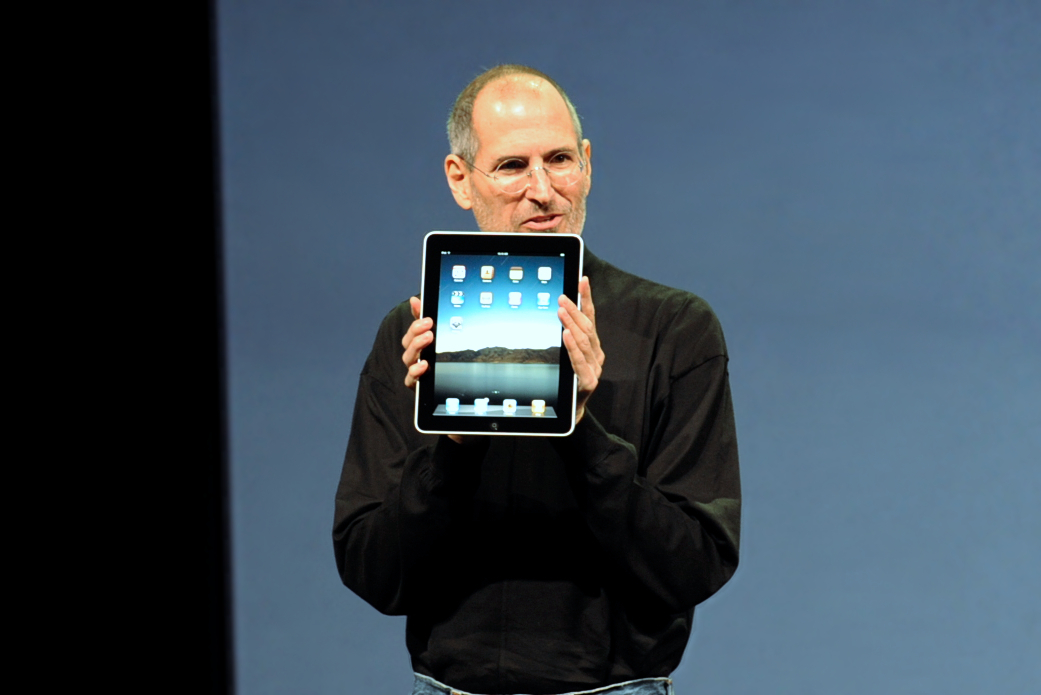
史蒂夫·喬布斯（Steve Jobs）於2010年1月27日在舊金山介紹iPad時。

2010年1月27日蘋果公司發布了初代iPad，搭載蘋果的iOS作業系統，后在2019年分化成专为平板设计的iPadOS。iPad的使用者介面是以多點觸控螢幕為主來進行設計，也包括虛擬鍵盤。每一款iPad皆有內建Wi-Fi，某些機型也同時支援行動網路，第一款iPad在2010年4月3日推出，2012年10月23日推出iPad mini系列，2013年10月22日推出IPad Air，2015年9月9日推出IPad Pro。自2010年發售以來，iPad已售出超過2.2億台（統計至2014年10月為止），占据了全球平板電腦市場的81%。截至2013年10月止，在App Store上有超過475,000個由蘋果和其他公司為iPad設計的應用程式，而非「被強行拉大的智慧型手機應用程式」，iPad也因此成為平板電腦的代名詞。
2011年2月07日Google因應平板電腦市場的成熟，推出Android 3.0 蜂巢(Honey Comb)作業系統，專門為平板電腦設計，新增首頁按鈕，多功能操作，Android陣營也推出全球第一款Android 3.0的平板電腦──Motorola Xoom，相繼有華碩變形平板電腦 (Eee Pad Transformer)及宏碁的ICONIA Tab A500和宏達電的HTC Flyer等眾多廠商紛紛推出。2011年5月Google正式推出了Android 3.1作業系統，成為最多平版電腦硬件廠商採用的作業系統。

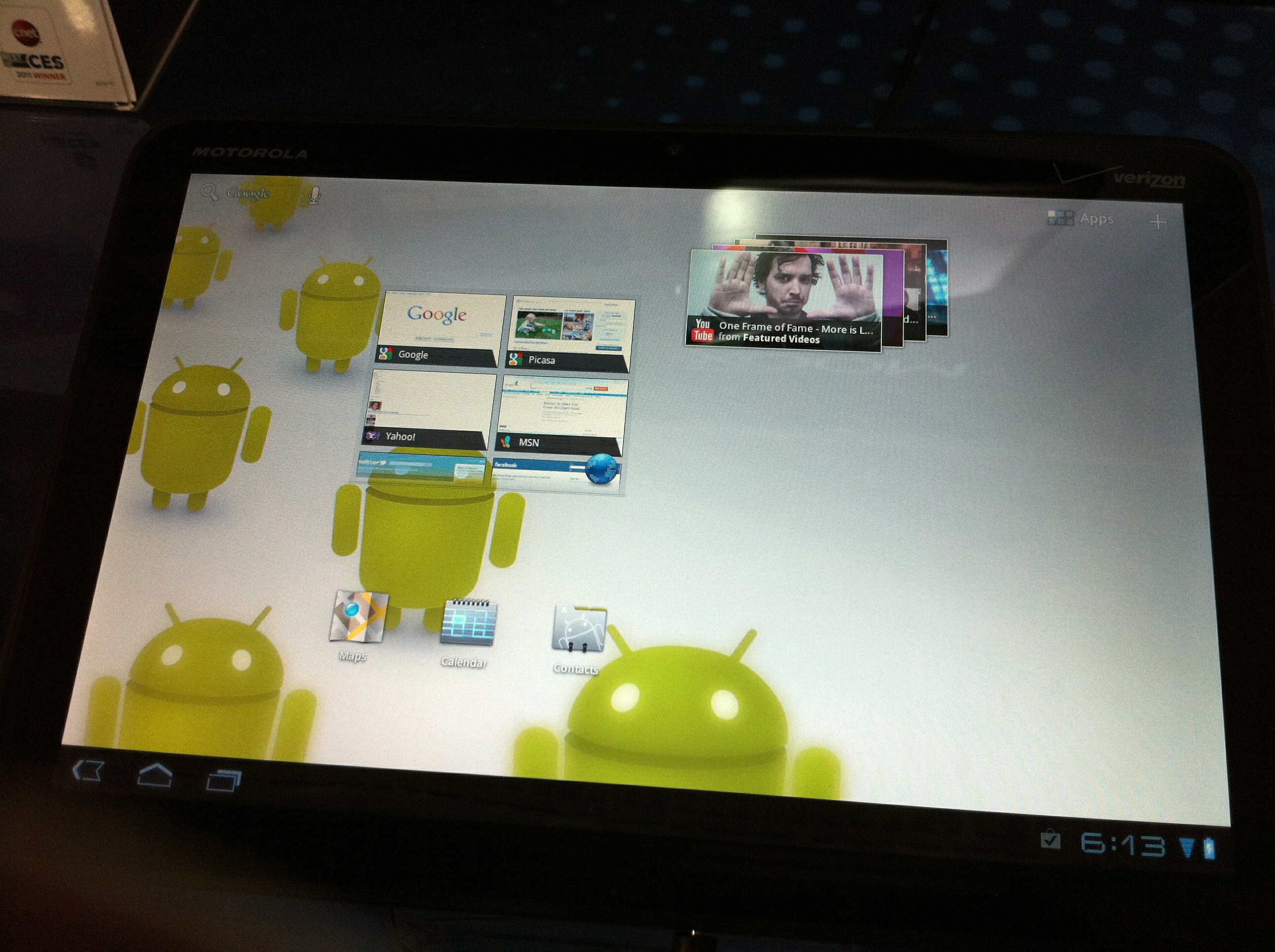
Motorola XOOM是第一個使用Android 3.0蜂巢(Honeycomb)平板電腦

2012年6月18日於由微軟執行長史蒂夫·巴爾默在洛杉磯舉行的記者會上公開，同年2012年10月26日推出Surface。接下來，微軟於2013年9月23日公布了 Surface Pro 2 与 Surface 2 ，并于同年10月22日上市。在2014年6月10日發表會上公布了 Surface Pro 3 ，同年8月28日上市。在2015年3月31日微軟發表了Surface 2後繼機Surface 3，並搭載Intel的Atom處理器及安裝使用PC版Windows，於同年5月5日上市。象徵搭載Windows RT系統的Surface止於Surface 2，並連帶使的華碩、诺基亚、三星等廠商漸漸停止 Windows RT開發其軟硬體，另一方面微軟捨棄使用NvidiaCPU全面使用Intel系列的CPU。

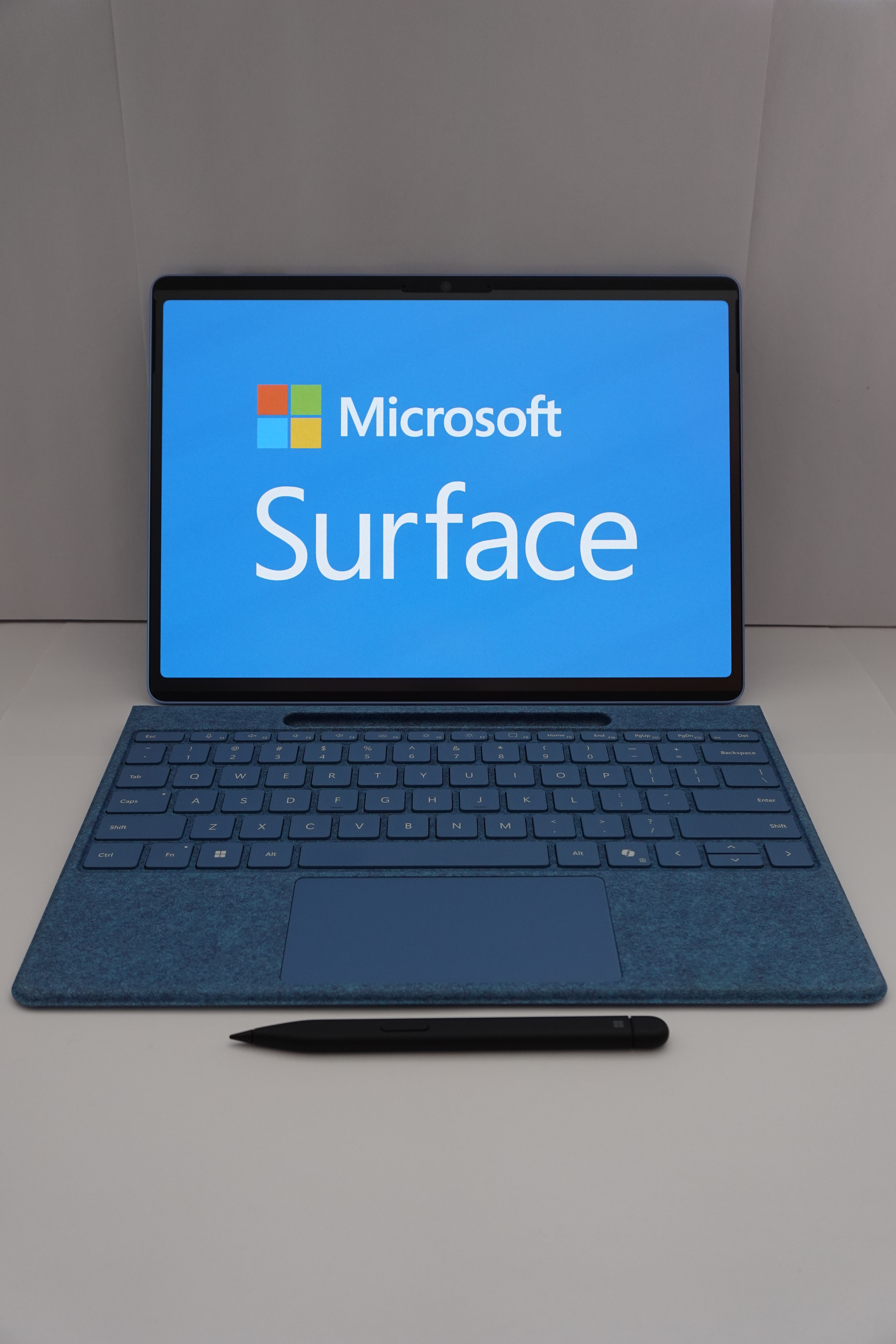
Microsoft Surface Pro

2018年後，在平板電腦市場飽和以及平板手機的部分侵蝕市場趨勢下，部分平板電腦廠商（如Google）漸漸放棄了平板電腦市場，蘋果公司持續在平板電腦界稱霸。
2020年因COVID-19流行國際間，上班族與學生都被迫在家使用瀏覽器做遠距離工作或遠距離教學，這情況下平板電腦在成本比電腦和筆記型電腦來的低廉，不但蘋果的iPad大賣，Android陣營也見眾多廠商（如Google、宏碁、三星等）紛紛推出低價Android平板電腦搶占市場。

## 平板電腦的優缺點

### 優點
- 八小時以上的超長時間電池續航力，這是早期筆記型電腦難以達到，只有少數商業和軍事機種筆電可以辦到的续航时间，但是重量卻是平板電腦2倍以上。
- 大多数平板电脑可以在用户站着和开会的时候托在臂弯。尺寸與重量也小於大多數的筆記型電腦，攜帶更為方便。
- 雖小於多數筆記型電腦，但遠大於手機，閱讀電子書及文件更為合適。

### 缺點
- 文字輸入速度慢：目前的平板電腦虛擬鍵盤的打字速度不能完全取代傳統實體鍵盤。
- 使用平板电脑者不自覺长时间低头，对用户的颈椎和視力以及握著平板電腦的手臂造成一定的負擔。